# Gerry Plamondon
Gerry Plamondon, de son vrai nom Gérard Plamondon, né le 26 janvier 1933 à Saint-Hyacinthe, est un producteur de musique québécois.

## Biographie
Dans les années 1950, il commence à produire ses premiers morceaux. Dans les années 1960, il est agent artistique, notamment de Renée Martel à partir de 1967. En 1972, il signe Jean-Pierre Manseau.
Il fonde en 1977 son label, qu'il nomme Musique Kasma (aussi appelé les Disques Kosmos). Le premier artiste signé sur son nouveau label est le pianiste suisse Alain Morisod et son groupe, Sweet People. Gerry Plamondon signe un contrat avec la maison de distribution Diskade deux ans plus tard. En 1988, il déménage son contrat de distribution qu'il avait avec Diskade vers Distribution Select.
Dans les années 1990, Musique Kasma connaît des sévères difficultés financières, Alain Morisod quitte le label en 1995. Malgré le succès des disques produits sous le sous-label Disques KM, Gerry Plamondon annonce la faillite de sa compagnie le 7 février 1997.